# 크립파이아과
크립파이아과(Cryphaeaceae)는 털깃털이끼목에 속하는 이끼과의 하나이다. 주로 열대와 아열대 지역, 온대 기후 지역에 분포한다.

## 하위 속
| - Cryphaea - Cryphaeophilum - Cryphidium - Cyptodon - Cyptodontopsis - Dendroalsia | - Dendrocryphaea - Dendropogonella - Pilotrichopsis - Schoenobryum - Sphaerotheciella |